# Kvintiliarda
Kvintiliarda je základní číslovka, která označuje číslo 1033 v evropské dlouhé škále. Používá se výjimečně. Pro takto vysoký násobek ani není určena SI předpona.
Slovo kvintiliarda bylo použito například v českých tiskových zprávách z října 2024, podle kterých nezaplacené pokuty společnosti Google v Rusku dosáhly 2 kvintiliard rublů 2,1 kvintiliard dolarů či 20 kvintiliard dolarů. K zaplacení takové pokuty by nestačily všechny peníze, které jsou na planetě Zemi a mnohonásobně převyšuje HDP celého světa. V přepočtu na českou korunu by pokuta dosahovala výše cca 480 kvintiliard. Jedná se o nejvyšší pokutu v historii. Důvodem udělení pokuty je zablokování státních a provládních účtů na platformě YouTube.